# Varoš Bosiljevski
Varoš Bosiljevski je naselje u Republici Hrvatskoj, u sastavu Općine Bosiljevo, Karlovačka županija. 

## Stanovništvo
Prema popisu stanovništva iz 2001. godine naselje je imalo 39 stanovnika te 19 obiteljskih kućanstava.
| broj stanovnika | 163   | 155   | 161   | 172   | 159   |       |       | 149   | 144   | 210   | 208   | 114   | 79    | 93    | 39    |
|                 | 1857. | 1869. | 1880. | 1890. | 1900. | 1910. | 1921. | 1931. | 1948. | 1953. | 1961. | 1971. | 1981. | 1991. | 2001. |